# NGC 2581
NGC 2581 este o galaxie spirală situată în constelația Racul. A fost descoperită în 7 martie 1885 de către Édouard Stephan⁠(d).